# Monument voor de Dynastie

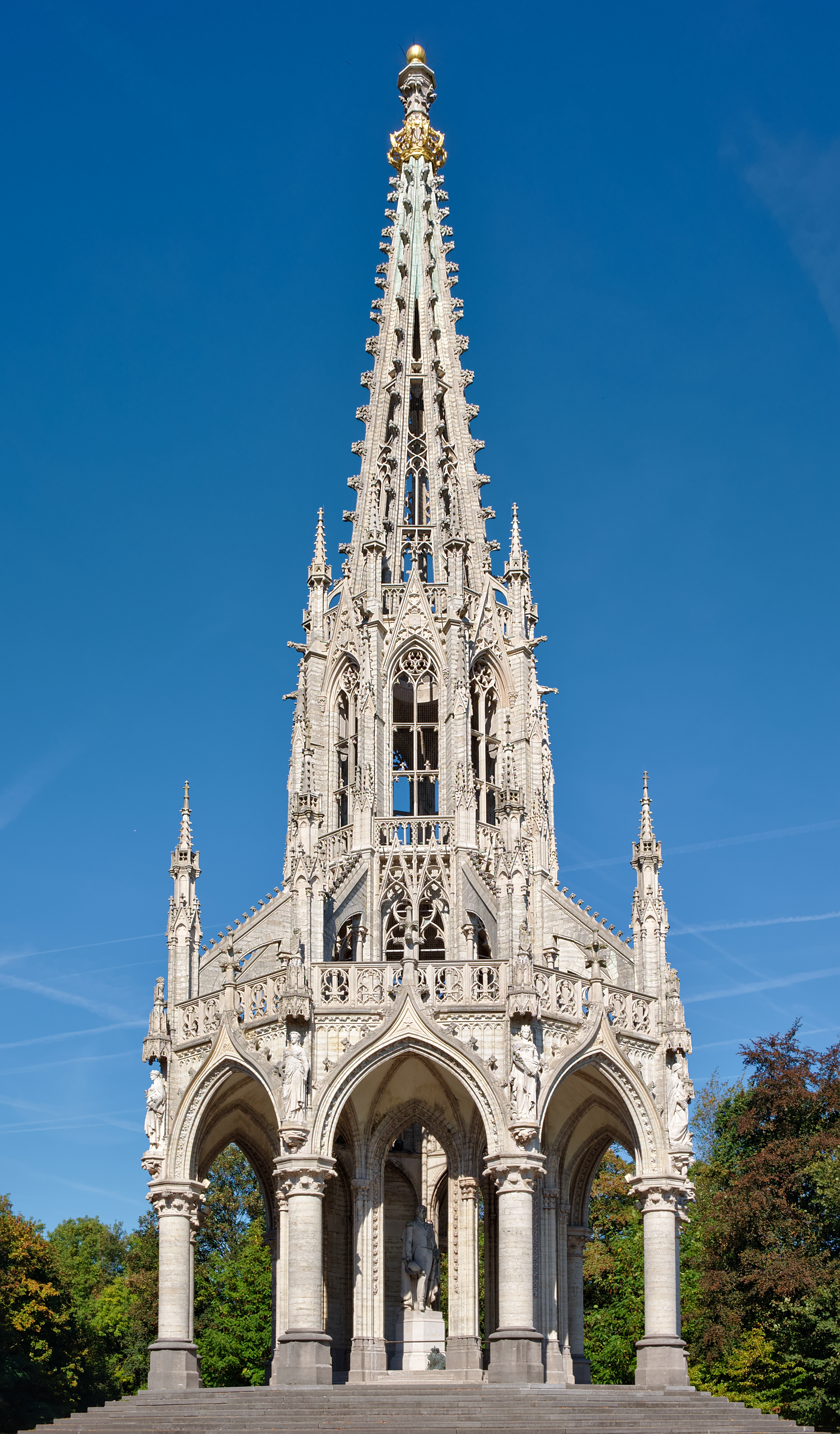
Monument voor de Dynastie

Het Monument voor de Dynastie is een monument ter ere van koning Leopold I van België in het Park van Laken te Brussel. Het monument staat op het Vorstenhuisplein op een heuveltop van 50 meter hoog. Het monument beëindigt de monumentale as die vertrekt vanaf het portaal van het kasteel van Laken en die na de kruising met de Koninklijk Parklaan via de Vorstenhuislaan naar het monument loopt.
Het monument werd ontworpen door architect Louis De Curte in neogotische stijl. Er werd aan gewerkt van 1878 tot 1881 in opdracht van koning Leopold II. Leopold II liet het monument oprichten ter ere van de oprichting van de dynastie door zijn vader, die hij in 1865 was opgevolgd als Koning der Belgen. Het monument had af moeten zijn in 1880, bij de opening van het Park van Laken op de vijftigste verjaardag van het Koninkrijk België.
In het centrum van een galerij met negen traveeën, die elk een van de voormalige negen Belgische provincies symboliseren, staat een sculptuur van Leopold I. Op deze onderbouw rust een bijna 50 meter hoge spits, die wordt bekroond met een vergulde kroon.
Boven de standbeelden van de negen Belgische provincies, houdt een Belgische leeuw telkens het wapenschild van de desbetreffende provincie vast. Aan de achterzijde van het monument, aan de noordzijde, is een trap die toegang geeft tot een rondgang boven de zuilengalerij. Deze rondgang gaat onder de luchtbogen die versierd zijn met kleine waterspuwers.
Het standbeeld van Leopold I werd gebeeldhouwd door Willem Geefs, die ook het beeld van Leopold I op de Congreskolom maakte. De standbeelden van de provincies zijn elk van andere beeldhouwers: Charles Brunin (Henegouwen), Frans Deckers (Antwerpen), Albert Desenfans (Luxemburg), Adolphe Fassin (Luik), Hendrik Pickery (West-Vlaanderen), Gérard Vander Linden (Oost-Vlaanderen), Charles Van der Stappen (Brabant), Antoine van Rasbourg (Limburg) en Thomas Vinçotte (Namen).

## Iconografie

### Negen provincies
- Antwerpen met kroon (Stelling van Antwerpen), scheepsroer (Haven van Antwerpen), Mercurius' caduceus (sluiting van de Schelde) en schilderspaneel.
- Luxemburg met kroon
- Brabant met klaprozen en lauwerkrans
- West-Vlaanderen als vissersvrouw met net (visvangst)
- Henegouwen met mijnlamp (mijnbouw)
- Namen met hamer en houweel (metaalindustrie)
- Limburg met fruitboom (fruitteelt)
- Luik met hamer (industrie)
- Oost-Vlaanderen met tarwe en rund (landbouw en veeteelt)

### Spits
De spits is vijftig meter hoog, wat verwijst naar de leeftijd van het koninkrijk in 1880, en draagt een kroon, verwijzend naar het koninkrijk en de koning.

## Galerij

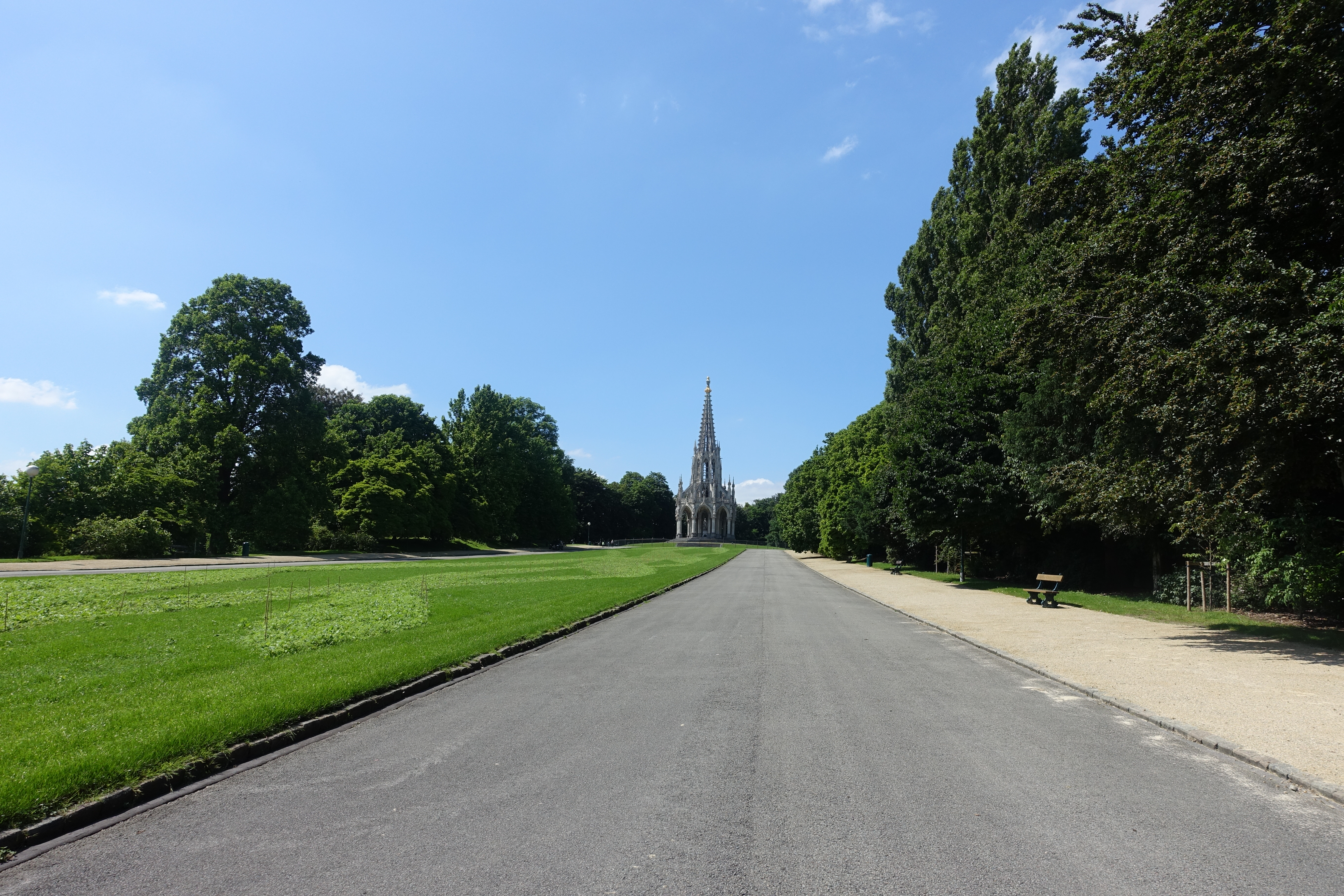
Vorstenhuislaan in het Park van Laken
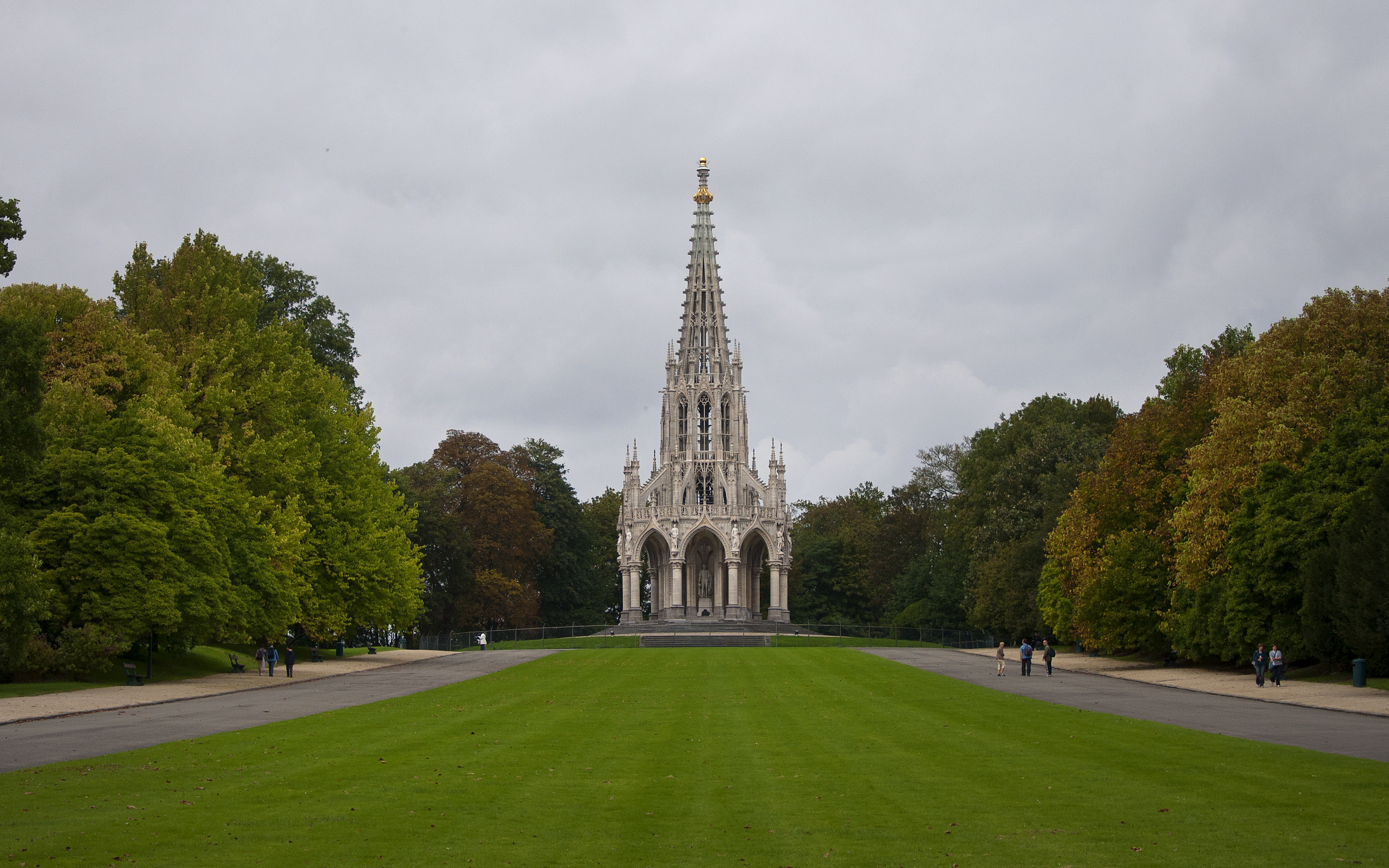
Vorstenhuislaan met het monument
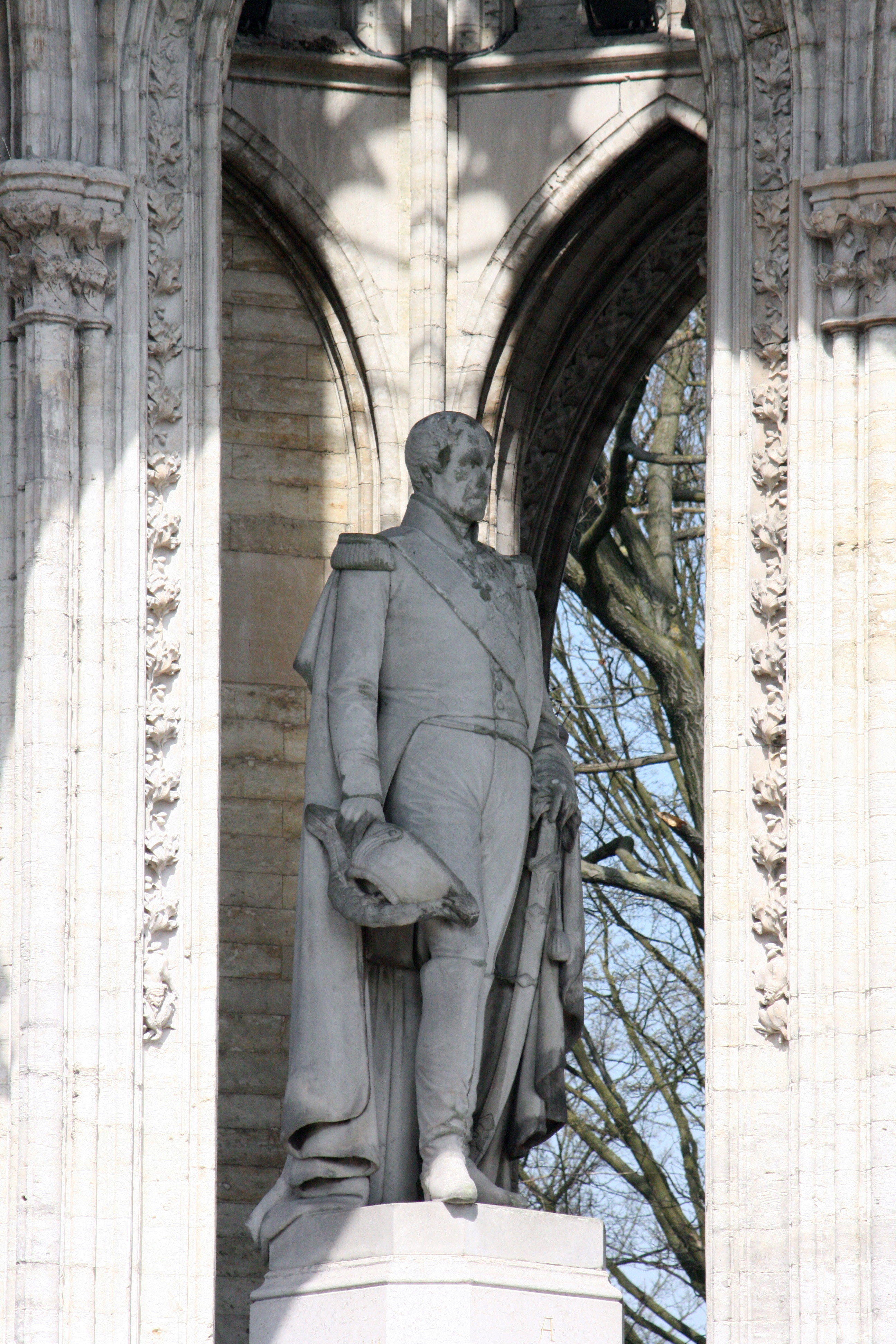
Standbeeld van Leopold I
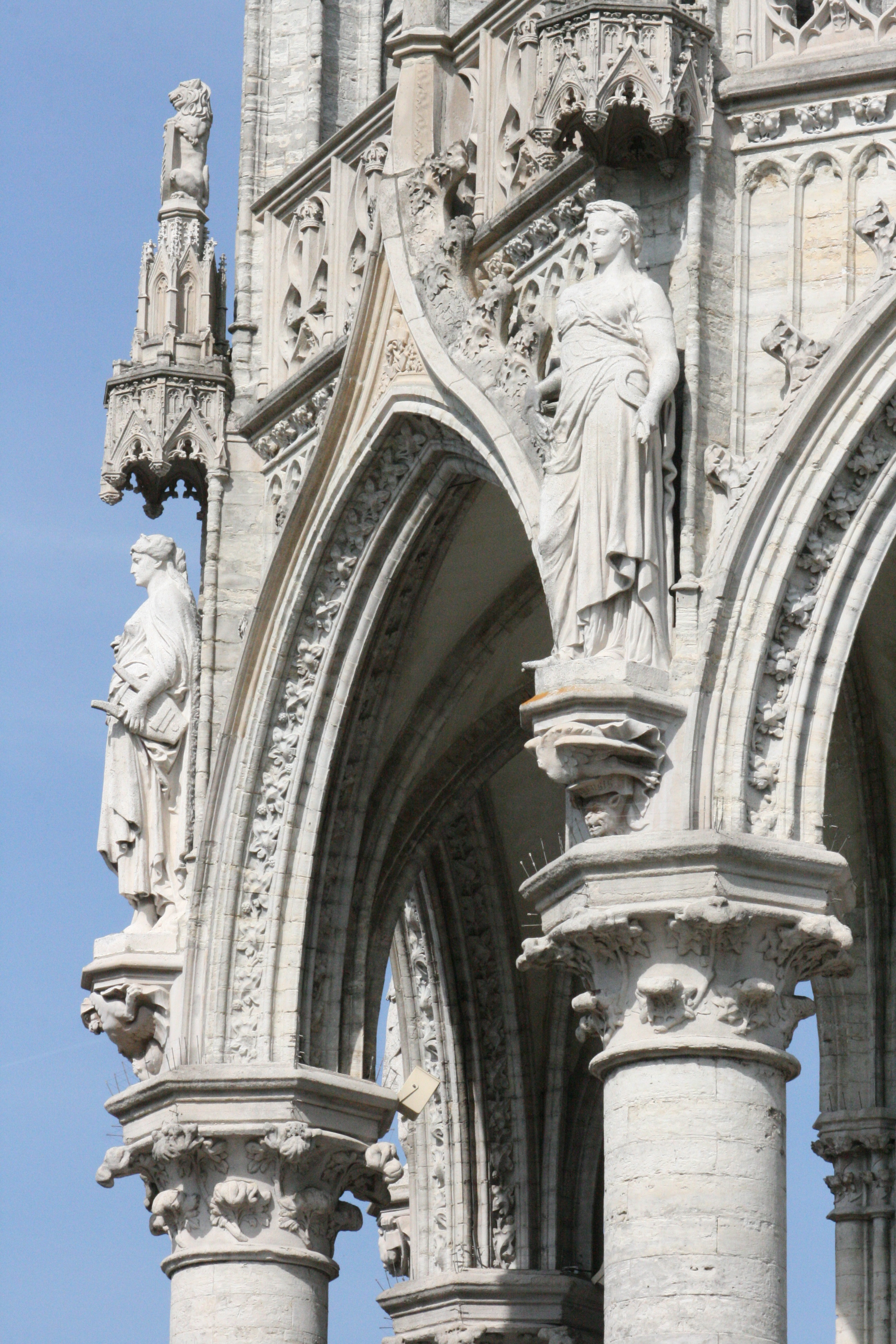
Allegorieën van de provincies Luik (links) en Limburg (rechts), voorgesteld met de respectievelijke symbolen 'Arsenaal' en 'Landbouw', door respectievelijk Adolphe Fassin en Antoine van Rasbourg
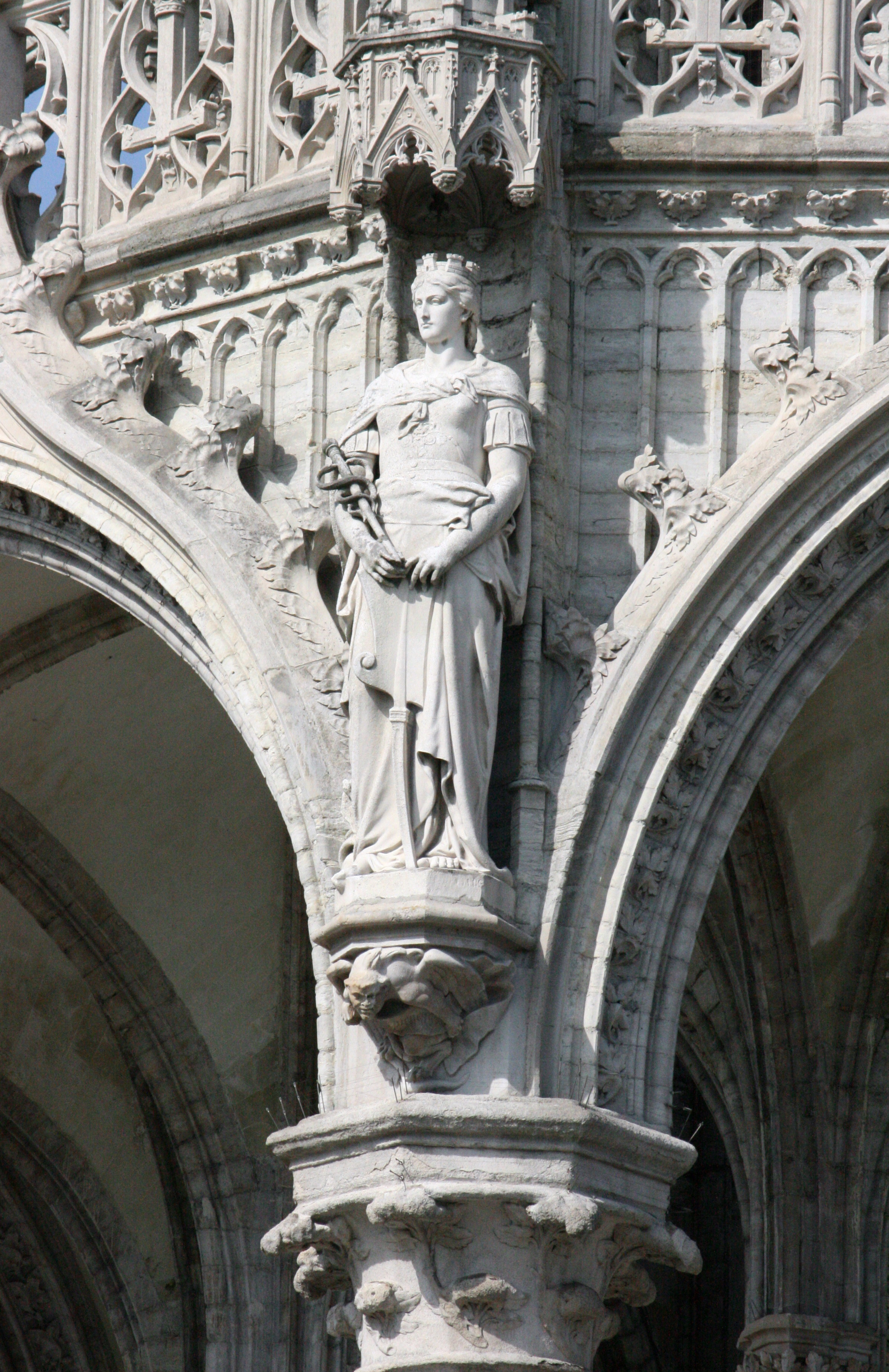
Detail van het monument